# Xenochrophis trianguligerus
Espèce
Synonymes
- Tropidonotus trianguligerus Boie, 1827

Statut de conservation UICN

 LC  : Préoccupation mineure
Xenochrophis trianguligerus est une espèce de serpents de la famille des Natricidae.

## Répartition
Cette espèce se rencontre :
- en Inde dans les îles Nicobar ;
- en Birmanie ;
- en Thaïlande ;
- au Cambodge ;
- au Viêt Nam ;
- à Singapour ;
- en Indonésie dans les îles de Nias, de Sumatra, de Bangka, de Belitung, de Bornéo, de Java, de Sulawesi et de Ternate ;
- en Indonésie dans les îles Sangihe, les îles Mentawai et les îles Riau ;
- au Brunei ;
- en Malaisie péninsulaire et en Malaisie orientale.

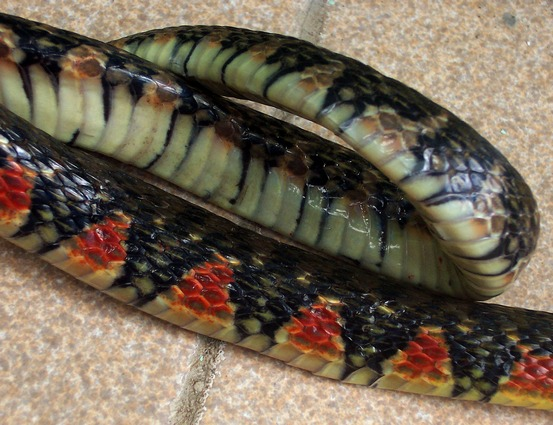

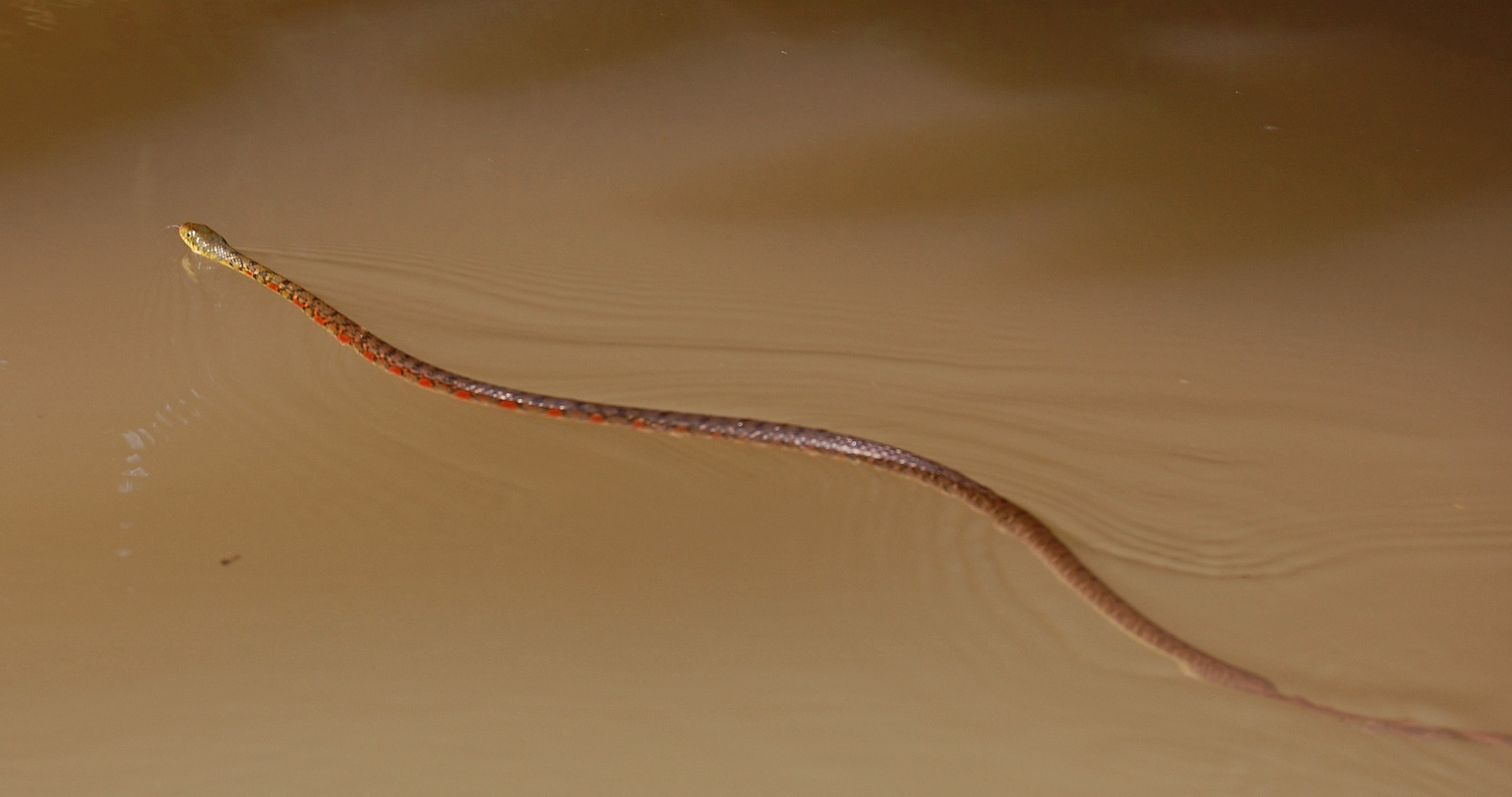

## Description
C'est un serpent ovipare.

## Publication originale
- Boie, 1827 : Bemerkungen über Merrem's Versuch eines Systems der Amphibien, 1. Lieferung: Ophidier. Isis von Oken, Jena, vol. 20, p. 508-566 (texte intégral)